# اما فینوکن
اما فینوکِن (‎/fɪˈnuːkən/‎ fin-OO-kən؛ زادهٔ ۲۲ دسامبر ۲۰۰۲) دوچرخه‌سوار اهل ولز است. او قهرمان جهان UCI 2023 در دوچرخه‌سواری پیست زنان بود. وی سومین بریتانیایی پس از ویکتوریا پندلتون و بکی جیمز و دومین زن ولزی (پس از جیمز) است که عنوان جهانی را به دست آورده است.
او در المپیک ۲۰۲۴ پاریس، او اولین زن بریتانیایی بود که از زمان مری رند در سال ۱۹۶۴، سه مدال را در یک بازی کسب کرد.